# Mary Tenney Gray
Mary Tenney Gray (nascida Tenney; Condado de Susquehanna, 19 de junho de 1833 – Kansas City, 11 de outubro de 1904), também conhecida como a "Mãe do Movimento Feminino no Kansas" foi uma escritora editorial americana do século XIX, ativista, filantropa e sufragista da Pensilvânia, que mais tarde se tornou uma moradora no estado do Kansas. Ela morou em Kansas City por mais de vinte anos e durante esse tempo, foi identificada com o movimento de quase todas as mulheres. Ela atuou na equipe editorial de várias publicações, entre eles Teacher, de Nova Iorque; Home Record e o Kansas Farmer, de Leavenworth. O artigo de Gray sobre "Mulheres e o Desenvolvimento de Kansas City" foi premiado na primeira categoria da competição realizada pela Women's Auxiliary to the Manufacturers' Association de Kansas City, cidade de Missouri.

## Primeiros anos e educação
Mary Davy Tenney nasceu em Brookdale, Liberty Township, Condado de Susquehanna, na Pensilvânia, em 19 de junho de 1833. Ela era filha do Rev. Ephraim B. e Harriet (Lott).
Ela recebeu seus estudos na biblioteca teológica de seu pai, complementada por um curso de estudo no Seminário Ingalls, em Binghamton, Nova Iorque. Ela se formou no Seminário de Wyoming, na Pensilvânia, em 1853.

## Carreira
Após a formatura, Gray trabalhou como professora na Binghamton Academy, em Nova Iorque, entre 1854 a 1858.
Em 14 de junho de 1859, em Conklin, Nova Iorque, ela se casou com o juiz Barzillai Gray. Eles se mudaram para Wyandotte, no Território do Kansas, uma cidade que ele fundou. Ele foi nomeado juiz de sucessões em Leavenworth, Kansas, em 1859, juiz do tribunal criminal em 1868; removido para Topeka, Kansas, em 1876, e como secretário particular do Gov. Antônio. Em Leavenworth, ela participou de várias atividades associadas a instituições de caridade e extensão de igrejas, bem como exposições estaduais e municipais. Ela viveu em Kansas City, no Kansas, por mais de vinte anos e durante esse tempo, ela foi identificada com quase todo movimento de mulheres.

### Filantropa e organizadora
Gray foi uma das líderes notáveis do Kansas durante a Exposição do Centenário da Filadélfia em 1876. Como uma das fundadoras originais e primeira presidente do Social Science Club of Kansas and Western Missouri, ela impulsionou a cultura intelectual nessas regiões e viu a organização crescer de um pequeno número para um número de 500 mulheres dos dois estados. Ela também é lembrada por trabalhos científicos e artísticos. Em 1859, ela participou da convenção constitucional de Wyandotte com Clarina IH Nichols e "Mãe Armstrong", tentando incluir o voto das mulheres na constituição do estado.
Como líder dos movimentos femininos para fins artísticos, educacionais, literários e filantrópicos, Gray exerceu uma influência cultural que foi sentida não apenas em sua cidade natal, mas em todo o estado. No ano de 1881, um esforço potencial foi feito para uma união dos movimentos do estado. Até então, a vida no grupo das mulheres do estado era local e limitada em algumas cidades. Em uma reunião de mulheres notáveis, muitas das quais eram membros de clubes de Kansas e Missouri, realizada em Leavenworth, quinta-feira, 19 de maio de 1881, foi organizado o Clube Estadual de Ciências Sociais de Kansas e Missouri. Esta primeira associação de movimentos femininos na Região Oeste dos Estados Unidos, com Gray como seu primeiro presidente, foi organizada por mulheres representativas de Atchison, Lansing, Leavenworth, Olathe, Topeka e Wyandotte em Kansas; Kansas City e St. Joseph em Missouri, e Chicago, Illinois. O preâmbulo de sua constituição e estatutos diz assim: "O objetivo desta sociedade será promover um melhor conhecimento entre as mulheres atenciosas desta seção que são mais desejosas e mais capazes de elevar o padrão de educação e realizações das mulheres, para ampliar suas oportunidades e, por meio de reuniões frequentes, trazem o mais alto conhecimento de cada um para o benefício de todos." As reuniões desta associação foram realizadas em várias cidades do Kansas, também em Kansas City, Missouri, sendo realizadas duas reuniões por ano. Os programas dessas convenções eram abrangentes, abrangendo os departamentos de arte, arqueologia, economia doméstica, educação, história, governo civil, literatura, ciências naturais e sanitárias, filantropia e reforma. Depois disso, Gray foi lembrada como a "mãe do movimento do clube de cultura da mulher no Kansas".

### Redatora e editora-chefe
Ela escreveu para vários jornais e revistas e ajudou a iniciar o Home Record, Home for the Friendless e Kansas Cook Book (uma edição para caridade). Entre os anos 1855 a 1857, ela foi uma das editoras do New York Teacher. Na equipe editorial do New York Teacher por dois anos, a influência de Gray foi sentida entre os professores do estado. Ela era colaboradora ou correspondente das principais revistas e jornais do Kansas e da imprensa oriental. O asilo de órfãos em Leavenworth estava em dívida com seus apelos escritos por reconhecimento e assistência. O Home Record, da mesma cidade, foi um desdobramento e expoente de seu profundo e permanente interesse pelo bem-estar e elevação das mulheres. A compilação do Kansas Home Cook Book, em benefício do Home for the Friendless, foi uma fonte de solidez financeira para a instituição, com mais de 10 000 exemplares vendidos. Como editora-chefe do departamento doméstico do Kansas Farmer por alguns anos, ela mostrou simpatia e interesse por um grupo de pessoas que eram em grande parte incapazes de se envolver em atividades intelectuais.
Gray era um escritora vigorosa e um raciocinadora nata. Ela leu jornais antes de muitas reuniões estaduais, bem como dos movimentos ligado às duas cidades de Kansas. Na primavera de 1901, o artigo de Gray sobre "Mulheres e o Desenvolvimento de Kansas City" recebeu o primeiro prêmio na competição realizada pelo Women's Auxiliary to the Manufacturers' Association, de Kansas City, Missouri.

## Vida pessoal
O casal teve três filhos. Lawrence Tenney Gray (n. 1864), tornou-se advogado. A filha Mary Theodosia (1866-1949) casou-se com Job Harriman, o candidato a vice-presidente na eleição de 1904 pelo Partido Socialista da América. Jessie M. (n. ca. 1863) era outra filha.
Gray morreu em 11 de outubro de 1904, em sua casa nas falésias do rio Missouri ao norte de Kansas City, no Kansas. Em 9 de maio de 1909, a Federação Geral de Clubes de Mulheres do Kansas dedicou um monumento no Cemitério de Oak Grove, Kansas City, à memória de Gray, como uma das fundadoras dessa organização. O monumento é de granito de Vermont e tem vista para o vale do Missouri, que Gray, certa vez, declarou ser "a vista mais bonita e romântica da América".